# Serie B 1991/1992
Soutěžní ročník Serie B 1991/92 byl 60. ročník druhé nejvyšší italské fotbalové ligy. Soutěž začala 1. září 1991 a skončila 20. června 1992. Účastnilo se jí 20 týmů, z toho se 12 kvalifikovalo z minulého ročníku, 4 ze Serie A a 4 ze třetí ligy. Nováčci ze třetí ligy jsou: US Casertana, Piacenza FC, US Palermo, AC Benátky.

## Tabulka
| Poř. | Tým                  | Z  | V  | R  | P  | VG | OG | B  |
| ---- | -------------------- | -- | -- | -- | -- | -- | -- | -- |
| 1.   | Brescia Calcio       | 38 | 14 | 21 | 3  | 54 | 31 | 49 |
| 2.   | Pescara Calcio       | 38 | 15 | 16 | 7  | 58 | 43 | 46 |
| 3.   | Ancona Calcio        | 38 | 12 | 21 | 5  | 36 | 27 | 45 |
| 4.   | Udinese Calcio       | 38 | 13 | 18 | 7  | 41 | 33 | 44 |
| 5.   | Cosenza Calcio 1914  | 38 | 13 | 16 | 9  | 39 | 36 | 42 |
| 6.   | Pisa SC              | 38 | 12 | 15 | 11 | 40 | 36 | 39 |
| 7.   | AC Reggiana          | 38 | 11 | 16 | 11 | 33 | 32 | 38 |
| 8.   | AC Cesena            | 38 | 10 | 17 | 11 | 38 | 33 | 37 |
| 9.   | AS Lucchese Libertas | 38 | 8  | 21 | 9  | 34 | 34 | 37 |
| 10.  | US Lecce             | 38 | 12 | 13 | 13 | 35 | 38 | 37 |
| 11.  | Piacenza FC          | 38 | 11 | 14 | 13 | 37 | 39 | 36 |
| 12.  | Calcio Padova        | 38 | 8  | 20 | 10 | 30 | 32 | 36 |
| 13.  | FC Bologna           | 38 | 12 | 12 | 14 | 37 | 41 | 36 |
| 14.  | Modena FC            | 38 | 11 | 14 | 13 | 33 | 41 | 36 |
| 15.  | AC Benátky           | 38 | 7  | 21 | 10 | 33 | 36 | 35 |
| 16.  | Taranto FC 1         | 38 | 9  | 17 | 12 | 26 | 34 | 35 |
| 17.  | US Casertana 1       | 38 | 8  | 19 | 11 | 31 | 40 | 35 |
| 18.  | US Palermo           | 38 | 11 | 13 | 14 | 41 | 43 | 35 |
| 19.  | AC Riunite Messina   | 38 | 10 | 13 | 15 | 31 | 38 | 33 |
| 20.  | US Avellino          | 38 | 8  | 13 | 17 | 33 | 53 | 29 |

Poznámky
- Z = Odehrané zápasy; V = Vítězství; R = Remízy; P = Prohry; VG = Vstřelené góly; OG = Obdržené góly; B = Body
- za výhru 2 body, za remízu 1 bod, za prohru 0 bodů.
- 1  Taranto FC a US Casertana sehráli utkání (2:1) o setrvání v soutěži.

|  | Postup do Serie A 1992/93  |
|  | Sestup do Serie C1 1992/93 |

## Střelecká listina
| P. | Nár       | Hráč                 | Tým            | Branky |
| -- | --------- | -------------------- | -------------- | ------ |
| 1. | Itálie    | Maurizio Ganz        | Brescia Calcio | 19     |
| 2. | Itálie    | Antonio De Vitis     | Piacenza FC    | 17     |
| 3. | Itálie    | Salvatore Campilongo | US Casertana   | 15     |
| 4. | Itálie    | Marco Ferrante       | Pisa SC        | 13     |
| 4. | Itálie    | Lorenzo Scarafoni    | Pisa SC        | 13     |
| 6. | Itálie    | Fabrizio Provitali   | Modena FC      | 12     |
| 6. | Itálie    | Edi Bivi             | Pescara Calcio | 12     |
| 8. | Itálie    | Giampaolo Saurini    | Brescia Calcio | 11     |
| 8. | Itálie    | Franco Lerda         | AC Cesena      | 11     |
| 8. | Itálie    | Angelo Montrone      | Calcio Padova  | 11     |
| 8. | Itálie    | Antonio Rizzolo      | US Palermo     | 11     |
| 8. | Argentina | Abel Balbo           | Udinese Calcio | 11     |